# 큰파푸아집박쥐
큰파푸아집박쥐(Pipistrellus collinus)는 애기박쥐과에 속하는 박쥐의 일종이다. 파푸아뉴기니와 파푸아에서 발견된다.

## 특징
작은 박쥐로 몸통 길이가 41.3~53mm이고 전완장이 33~39.1mm, 꼬리 길이가 30~44mm이다. 발 길이는 6.5~10mm, 귀 길이는 7.5~13mm, 몸무게는 최대 8.5g이다. 등쪽 털은 갈색 또는 적갈색인 반면에 배쪽은 황갈색 또는 적갈색이다.

## 생태
나무 구멍 속에 은신한다. 먹이는 날아다니는 곤충이다. 6월에 젖을 먹이는 암컷이 포획된다.

## 분포 및 서식지
뉴기니섬과 굿이너프섬에 널리 분포한다. 해발 700m와 2,800m 사이의 구릉지대와 중위도 산지림에서 서식한다.